# Гроувленд (Флорида)
Гроувленд (англ. Groveland) — місто (англ. city) в США, в окрузі Лейк штату Флорида. Населення — 18 505 осіб (2020).

## Географія
Гроувленд розташований за координатами 28°35′49″ пн. ш. 81°50′5″ зх. д. / 28.59694° пн. ш. 81.83472° зх. д. (28.597063, -81.834772).  За даними Бюро перепису населення США в 2010 році місто мало площу 52,15 км², з яких 38,80 км² — суходіл та 13,35 км² — водойми. В 2017 році площа становила 55,62 км², з яких 41,51 км² — суходіл та 14,12 км² — водойми.

## Демографія
Згідно з переписом 2010 року, у місті мешкало 8729 осіб у 2863 домогосподарствах у складі 2263 родин. Густота населення становила 167 осіб/км².  Було 3369 помешкань (65/км²).
Расовий склад населення:
| - 65,6 % — білих - 17,0 % — чорних або афроамериканців - 2,5 % — азіатів - 1,0 % — корінних американців - 0,1 % — вихідців з тихоокеанських островів - 9,4 % — осіб інших рас |

До двох чи більше рас належало 4,3 %. Частка іспаномовних становила 25,9 % від усіх жителів.
За віковим діапазоном населення розподілялося таким чином: 30,3 % — особи молодші 18 років, 59,6 % — особи у віці 18—64 років, 10,1 % — особи у віці 65 років та старші. Медіана віку мешканця становила 33,9 року. На 100 осіб жіночої статі у місті припадало 99,4 чоловіків;  на 100 жінок у віці від 18 років та старших — 94,1 чоловіків також старших 18 років.
Середній дохід на одне домашнє господарство  становив 54 176 доларів США (медіана — 52 917), а середній дохід на одну сім'ю — 57 979 доларів (медіана — 55 445). Медіана доходів становила 34 636 доларів для чоловіків та 32 825 доларів для жінок. За межею бідності перебувало 10,5 % осіб, у тому числі 10,0 % дітей у віці до 18 років та 9,2 % осіб у віці 65 років та старших.
Цивільне працевлаштоване населення становило 4421 особа. Основні галузі зайнятості: мистецтво, розваги та відпочинок — 20,2 %, освіта, охорона здоров'я та соціальна допомога — 19,2 %, науковці, спеціалісти, менеджери — 13,3 %, роздрібна торгівля — 12,7 %.